# Katinka Hosszú
Katinka Hosszú (Pécs, 3 maggio 1989) è un'ex nuotatrice ungherese, specializzata nei misti.
Soprannominata The Iron Lady per le numerose gare e manifestazioni alle quali era solita partecipare, è la primatista mondiale dei 200 m misti in vasca lunga e dei 100 e 200 m misti in vasca da 25 metri. Detiene, inoltre, sette record europei e trentadue primati nazionali tra vasca corta e vasca lunga.
Nel 2009, all'età di soli vent'anni, si laureò campionessa mondiale e primatista europea dei 400 m misti. Quattro anni più tardi tornò al successo nell'edizione iridata di Barcellona, durante la quale vinse l'oro in entrambe le distanze della specialità. 
Dal 2012 al 2016 gareggiò con successo nelle rispettive edizioni di Coppa del Mondo, vincendone cinque consecutive. In particolare, nel 2013 si distinse per i sei record del mondo battuti, il grande numero di finali affrontate e il cospicuo montepremi finale raggiunto. Anche l'anno successivo fece parlare di sé stabilendo, nella stessa manifestazione, altri cinque primati mondiali. Grazie alle 309 medaglie d'oro complessive, infranse il record storico della manifestazione dei 105 ori vinti da Martina Moravcová. Entrò nella storia della Coppa del Mondo quando ad Hong Kong vinse 10 titoli, diventando così la prima atleta in assoluto a conquistare un tale numero di medaglie d'oro in una sola tappa. Divenne anche la prima atleta della storia in grado di realizzare guadagni per oltre un milione di dollari, tenendo in considerazione solamente i premi vinti in competizioni di livello mondiale o continentale, escludendo quindi i proventi derivanti dagli sponsor.
Nel 2013 e nel 2014 fu eletta Nuotatrice europea dell'anno sia dalla rivista Swimming World Magazine che dalla LEN, con quest'ultima che l'ha premiata anche nei due anni successivi. Inoltre, nel 2014, 2015, 2016 e 2018 venne premiata come "FINA Athlete of the Year", il massimo riconoscimento attribuito dalla FINA. Nel 2016, alle Olimpiadi di Rio, si laurea campionessa olimpica dei 100 m dorso, dei 200 m misti e dei 400 m misti; in quest'ultima gara stabilisce anche il nuovo primato mondiale.

## Vita privata
Katinka cominciò a nuotare in patria all'età di cinque anni grazie al nonno. Gareggia per il Vasas Sport Club e debuttò in nazionale nel 2004 in occasione dei Giochi Olimpici di Atene. È laureata in psicologia presso la "University of South California" negli Stati Uniti e nel 2013 si è sposata con Shane Tusup, il quale è stato anche il suo allenatore e manager, fino alla separazione avvenuta nel maggio 2018.
Dal 2019 è legata a Máté Layber-Gelencsér: la coppia si è sposata nel 2022 e nel 2023 è nata la figlia Kamília.

## Carriera

### 2004-2008: gli esordi e i primi risultati
Nel 2004 debuttò nella nazionale ungherese di nuoto ai Giochi Olimpici di Atene, durante i quali gareggiò in un solo evento: i 200 m stile libero. Con un tempo d'iscrizione di 2'02"30, si presentò a bordo vasca per le fasi eliminatorie il 16 agosto. Concluse con un tempo tale che non le permise il passaggio di turno. Nell'inverno dello stesso anno gareggiò a Vienna agli europei in vasca corta. Disputò tre finali, ma solo nei 400 metri misti riuscì a conquistare il podio vincendo la medaglia di bronzo.
Nel 2005, all'età di 16 anni, partecipò agli europei giovanili di Budapest. Vinse la medaglia d'oro nei 200 metri stile libero e nei 400 metri misti. Arrivò seconda nei 400 metri stile libero e nelle staffette 4x200 e 4x100 m stile libero. Vinse anche una medaglia di bronzo negli 800 metri stile libero. Lo stesso anno, durante i campionati europei in vasca corta di Trieste, nuotò i 400 e gli 800 m stile libero e i 200 e i 400 m misti. In nessuna delle gare disputate riuscì a salire sul podio.
Nel 2006 debuttò alla rassegna continentale di Budapest, senza però riuscire a salire sul podio in nessuna delle gare da lei disputate. Ottenne gli stessi risultati anche in occasione della rassegna continentale in vasca corta di Helsinki. Anche nel 2007 non ottenne piazzamenti importanti: sia ai campionati mondiali di Melbourne sia agli europei in vasca corta a Debrecen non riuscì a salire sul podio.
Nel mese di marzo disputò gli europei di Eindhoven 2008, vincendo la medaglia d'argento nei 400 metri misti in 4'37"43 dietro ad Alessia Filippi, mentre si fermò alle batterie sia nei 100 che nei 400 metri stile libero. Infine, nei 200 metri misti ottenne un sesto posto in 2'15"23. Qualche mese più tardi, alle Olimpiadi di Pechino, gareggiò nei 200 e 400 metri misti. La sera del 9 agosto disputò le eliminatorie dei 400 che chiuse al 12º posto in 4'37"55 davanti alla connazionale Zsuzsanna Jakabos e la spagnola Mireia Belmonte Garcia. Tale risultato non le permise l'accesso alla finale. Due giorni più tardi tornò in vasca per la distanza più breve. Anche in quella occasione non riuscì ad andare oltre le batterie.

### 2009-2017: affermazione a livello mondiale
Nel 2009 vinse tre medaglie in occasione dei campionati mondiali di Roma e si impose per la prima volta a livello mondiale nella specialità dei misti. Vinse l'oro nei 400 metri misti in 4'30"31 davanti a Kirsty Coventry e Stephanie Rice. Ottenne il bronzo sia nei 200 metri misti in 2'07"46, sia nei 200 metri delfino conclusi in 2'04"28. In tutte e tre le gare disputate divenne anche la primatista continentale. Durante la rassegna iridata romana partecipò anche alle tre staffette.
Nel 2010 gareggiò alla rassegna continentale nella città di Budapest. Rispetto alle edizioni precedenti, ottenne maggiori soddisfazioni conquistando due ori e un argento, riuscendo ad andare a medaglia in tutte le gare individuali nelle quali era iscritta. Vinse l'oro nei 200 metri delfino in 2'06"71 e nei 200 metri misti in 2'10"09. Infine conquistò l'argento nei 400 metri misti dietro all'inglese Hannah Miley in 4'36"43. Nel mese di dicembre, durante i mondiali in vasca corta di Dubai nuotò i 200 m misti e 200 m delfino. In entrambe le gare entrò in finale, ma chiuse solo al quarto posto.
Ottenne minore successo ai mondiali di Shanghai quando tentò di difendere, senza riuscirvi, le medaglie ottenute due anni prima a Roma. Nel maggio 2012 gareggiò agli europei di Debrecen durante i quali vinse l'oro nei 200 e nei 400 metri misti, rispettivamente in 2'10"84 e 4'33"76, ma anche nei 200 metri delfino. Salì sul podio anche nella staffetta 4x200 m stile libero, nella quale vinse l'argento dietro la nazionale italiana.
Un paio di mesi più tardi prese parte all'Olimpiade di Londra, disputando tre eventi individuali e una staffetta. Il primo giorno di gare affrontò i 400 metri misti nei quali, dopo essersi qualificata per la finale con il terzo tempo, terminò al quarto posto in 4'33"49 dietro a Ye Shiwen, Elizabeth Beisel e Li Xuanxu. Il 30 luglio riuscì ad accedere alla finale dei 200 metri misti. Il giorno successivo disputò alla mattina le batterie dei 200 metri delfino, mentre la sera entrò in acqua per la semifinale nella quale per soli 32 centesimi non riuscì ad ottenere l'accesso alla finale. Pochi minuti dopo le fatiche del delfino, nuotò la finale dei 200 metri misti nella quale arrivò all'ottavo posto complessivo. Infine, il 1º agosto disputò con le compagne di squadra Ágnes Mutina, Evelyn Verrasztó e Zsuzsanna Jakabos la batteria della 4x200 m stile libero, concludendo ancora una volta un nono posto che non consentì l'accesso alla finale.
Nel mese di novembre, agli europei di Chartres, vinse la medaglia d'oro nei 200 metri delfino, nei 100 metri misti e nei 200 metri misti. Ottenne anche un secondo posto nei 400 metri misti dietro ad Hannah Miley. Durante la manifestazione prese parte anche alle finali dei 200, 400 e 800 metri stile libero. In finale di stagione, ai mondiali di Istanbul in vasca corta, conquistò due ori, due argenti ed un bronzo.
Nel biennio tra il 2013 ed il 2014 attirò su di sé l'attenzione per varie ragioni: il ritorno sul gradino più alto del podio a livello mondiale, il gran numero di manifestazioni alle quali partecipò, ma soprattutto i record del mondo battuti in vasca corta durante le due edizioni di Coppa del Mondo disputate nel biennio.
I mondiali di nuoto di Barcellona 2013 la videro nuovamente protagonista nei misti a quattro anni di distanza dall'edizione romana. Salì tre volte sul podio conquistando due ori ed un bronzo. Affrontò numerose gare in vari stili vincendo la doppietta iridata nei 200 e nei 400 metri misti e il bronzo nei 200 metri delfino. Nelle prime due gare si dimostrò subito la più forte nuotatrice riuscendo a vincere anche le fasi eliminatorie e di semifinale. Nei 200 metri misti andò a vincere l'oro in 2'07"92, a pochi decimi dal suo stesso record europeo. Nella distanza doppia andò all'attacco del record mondiale di Ye Shiwen sin dalla prima vasca. Dopo una frazione controllata nel delfino, forzò il passaggio nel dorso e nella rana. Ai 300 m virò con 2"10 secondi di vantaggio rispetto al passaggio della cinese in occasione del record mondiale registrato a Londra nel 2012. Nonostante l'enorme vantaggio accumulato durante la gara, negli ultimi 100 metri non riuscì a mantenere il passo della cinese e sfumò così il tentativo di infrangere il primato mondiale. Vinse l'oro in 4'30"41, davanti a Mireia Belmonte Garcia e Elizabeth Beisel, ad un solo decimo dal suo primato continentale. Durante i campionati scese in acqua anche nei 100 metri dorso, dei quali disputò solo la batteria conclusa al secondo posto in 59"40. L'impegno successivo furono i 200 metri dorso, nei quali si dovette accontentare del sesto posto.
A pochi giorni di distanza prese parte alla sua seconda edizione della Coppa del Mondo e nelle prime due tappe di Berlino ed Eindhoven fece segnare sei record del mondo nella specialità dei misti. Diventò inoltre la vincitrice della manifestazione per il secondo anno consecutivo. Nella stagione invernale, reduce dalle numerose gare disputate nella Coppa del Mondo, gareggiò ai consueti campionati europei in vasca corta a Herning. Nonostante in stagione si fosse dimostrata la più forte e polivalente nuotatrice in vasca corta, riuscì a vincere un solo oro nei 200 m misti. Conquistò un secondo posto nei 400 m misti dietro a Mireia Belmonte Garcia e nei 100 m misti, dove venne beffata da Rūta Meilutytė. Salì anche sul terzo gradino del podio nei 200 m dorso.
Nel 2014, durante la rassegna continentale di Berlino vinse, in totale, cinque medaglie individuali e una in staffetta riuscendo a confermare la doppietta 200 e 400 metri misti, ottenuta anche due anni prima nella stessa manifestazione. Guadagnò il terzo oro ex aequo con la danese Mie Nielsen nei 100 m dorso. Fu medaglia d'argento nei 200 m sl che concluse in 1'56"69 alle spalle di Federica Pellegrini, mentre fu bronzo nei 200 m delfino in 2'07"28. Salì sul terzo gradino del podio anche nella staffetta 4x200 m sl dietro le nazionali di Italia e Svezia. Le medaglie conquistate derivano solo da una parte del suo programma di gare, dato che nell'arco dei campionati gareggiò in nove gare individuali più la staffetta, spaziando da tutte le distanze del dorso al delfino, oltre che nei misti e nello stile libero.

Un mese più tardi si presentò in Coppa del Mondo. Concluse la sua terza partecipazione con cinque nuovi primati mondiali e un nuovo record storico per quanto riguarda il numero di medaglie d'oro vinte nella manifestazione e in una singola tappa del circuito. Inoltre, rimase imbattuta su cinque distanze in tutte le tappe del circuito. A pochi giorni dalla conclusione della Coppa, partecipò ai campionati invernali ungheresi in vasca corta. Katinka dichiarò che in tale manifestazione avrebbe gareggiato in tutte le distanze con l'intento di salire sul podio in ogni gara. Al termine dei campionati riuscì ad andare a medaglia in sedici eventi individuali e quattro staffette, mancando il podio solo nei 1500 metri stile libero nei quali arrivò al quarto posto.
In finale di stagione partecipò ai campionati mondiali in vasca corta di Doha, alla vigilia dei quali venne premiata dalla FINA come "Nuotatrice dell'anno".
Nella prima giornata di gare si distinse sin dalle batterie della mattina. Nuotò i 100 metri dorso, i 200 metri farfalla e i 400 metri misti, facendo segnare dei crono poco distanti dai primati mondiali. Nonostante ciò, nelle finali dei 200 metri farfalla e dei 400 metri misti, conquistò solo due secondi posti, venendo battuta in entrambi i casi dalla spagnola Mireia Belmonte Garcia. La catalana vinse due ori accompagnati dai rispettivi record del mondo, sfilando proprio a Katinka Hosszu il primato nei 400 m misti. Nella seconda giornata di finali affrontò come prima gara i 100 m dorso, nei quali vinse l'oro in 55"03 stabilendo anche il nuovo primato mondiale. A pochi minuti di distanza dalla finale dei 100 m dorso e semifinale dei 100 m misti, scese in acqua per la serie veloce degli 800 m stile libero. Complice la fatica accumulata nelle gare precedenti non riesce a salire sul podio. Nella terza giornata di finali affrontò i 200 m dorso e i 100 m misti, avendo rinunciato già in mattinata ai 400 m sl. Nella prima gara vince l'oro con primato mondiale in 1'59"23, sgretolando il precedente record di Missy Franklin. Diventò la prima e sola donna ad abbattere il muro dei 2 minuti in questa specialità. Una decina di minuti più tardi nuotò i 100 m misti, vinti anche questi con il nuovo primato mondiale in 56"70. Il 6 dicembre, nel penultimo pomeriggio di gare, centrò la finale nei 50 m dorso e sul finire del programma vinse il quarto oro nei 200 m misti. Anche in questa occasione conquistò il gradino più alto del podio migliorando il primato mondiale in 2'01"86. Ad un solo giorno dalla fine dei campionati raggiunse così le quattro medaglie d'oro individuali accompagnate da altrettanti record del mondo. Nell'ultima giornata dei campionati disputò la finale dei 50 m dorso, nella quale conquistò il bronzo in 25"96. In finale di programma sfiorò il gradino più alto del podio nei 200 m stile libero nei quali vinse l'argento dietro Sarah Sjöström in 1'51"18 (a un solo centesimo dal precedente record del mondo di Federica Pellegrini). Al termine della manifestazione venne nominata come atleta femminile dei campionati, grazie alle quattro medaglie d'oro e i quattro record del mondo.
Nel 2015 partecipò ai mondiali di Kazan'. Nella prima giornata dei campionati nuotò le batterie dei 200 m misti, nelle quali riuscì a stabilire il nuovo primato europeo della distanza in 2'07"30. Il crono realizzato cancellò il precedente primato stabilito dalla stessa atleta magiara nell'edizione iridata di Roma 2009. Nella serata dello stesso giorno disputò le semifinali, nelle quali migliorò ulteriormente il primato continentale in 2'06"84, realizzando la seconda migliore prestazione di sempre.
Il 3 agosto disputò le batterie dei 100 m dorso, facendo registrare il nuovo record nazionale e la migliore prestazione in 58"78. Nel pomeriggio, però, decise di non gareggiare nella distanza del dorso per concentrarsi nella finale dei 200 m misti. In quest'ultima gara nuotò tutte le frazioni al di sotto dei passaggi del record del mondo, andando a vincere la medaglia d'oro in 2'06"12. Cancellò quindi il precedente record del mondo di Ariana Kukors che resisteva ormai dai mondiali di Roma 2009.
Dopo i successi nei 200 metri misti, gareggiò il giorno seguente nei 200 metri stile libero. Nuotò in batteria assieme alla statunitense Katie Ledecky chiudendo al secondo posto complessivo in 1'56"32. In finale non riuscì a migliorarsi, rimanendo così fuori dal podio. Non fu in grado di qualificarsi, invece, per la finale dei 200 metri farfalla.
Ebbe maggiore successo nei 200 metri dorso, nei quali riuscì a raggiungere un traguardo importante a livello nazionale: grazie al 2'06"18 ottenuto in semifinale riuscì a battere lo storico record ungherese di 2'06"62 di Krisztina Egerszegi, che resisteva dal 1991 e che fino al 2008 era stato anche il primato mondiale della distanza. In finale non riuscì a ripetersi in termini di tempo, ma riuscì a conquistare il bronzo, salendo per la prima volta sul podio a livello internazionale in questa specialità.
Cominciò il 2016 partecipando agli europei di Londra, arrivando a conquistare quattro ori (200 m dorso, 200 m e 400 m misti e 4x200 m stile libero) ed un argento (100 m dorso), confermandosi in buone condizioni in vista delle Olimpiadi di Rio de Janeiro, durante le quali trovò la sua definitiva affermazione tra le grandi della storia del nuoto: dalla rassegna brasiliana, infatti, l'atleta ungherese riuscì a tornare con un invidiabile bottino di tre medaglie d'oro ed una medaglia d'argento. Mostrando immediatamente una grandissima condizione fisica vince i 400 metri misti, siglando anche il nuovo record del mondo con il crono di 4'26"36, ripetendosi anche nei 200 metri misti (dove migliorò per due volte il record olimpico, registrando un 2'07"45 in batteria ed un 2'06"58 in finale) e nei 100 metri dorso. Nei 200 metri dorso, invece, si aggiudicò il secondo gradino del podio arrivando alle spalle solamente della statunitense Maya DiRado. Concluse l'anno disputando i mondiali in corta di Windsor, confermandosi dominante anche nella vasca da 25 metri e chiudendo la manifestazione con ben nove medaglie conquistate, sette d'oro e due d'argento. Tra il 2015 ed il 2016, inoltre, si aggiudicò per altre due volte la Coppa del Mondo, portandosi a cinque successi consecutivi.
Ai mondiali del 2017, disputati nella piscina casalinga di Budapest, Hosszú si affermò nuovamente tra le grandi protagoniste della manifestazione, da lei conclusa con quattro medaglie (suo record personale nella competizione): vinse i 200 m ed i 400 m misti (siglando nella seconda occasione anche il record dei campionati con il tempo di 4'29"33), arrivò seconda nei 200 m dorso dietro all'australiana Emily Seebohm e raggiunse il terzo gradino del podio nei 200 m farfalla. Sempre nello stesso anno prese parte agli europei in vasca corta di Copenaghen, dove vinse la medaglia d'oro in tutte e sei le gare cui partecipò, ossia tutte e tre le distanze sia del dorso sia dei misti.

### 2018-2025: gli ultimi anni ed il ritiro
Agli europei del 2018 di Glasgow la nuotatrice magiara partecipò a una quantità minore di gare rispetto alle competizioni degli anni precedenti, complice anche la rottura con l'allenatore (e marito) Shane Tusup; ciononostante si aggiudicò la medaglia d'oro nei 200 metri misti, diventando la prima nuotatrice di sempre a vincere la stessa gara per cinque edizioni consecutive del campionato europeo. Ai mondiali in corta di Hangzhou, invece, confermò il suo predominio sulle avversarie per quel che concerne le gare sui 25 metri, aggiudicandosi quattro medaglie d'oro ed un argento.
Nel 2019 l'evento internazionale principale fu il mondiale di Gwangju, in cui Hosszú concentrò la sua attenzione principalmente sui misti laureandosi campionessa del mondo su entrambe le distanze: in più, vincendo i 400 m misti, diventò la prima donna di sempre ad aggiudicarsi la stessa gara per cinque edizioni dei campionati mondiali di fila. Concluse l'anno tornando dagli europei in vasca corta di Glasgow con quattro ori, derivanti dai successi nei 200 m farfalla e in tutte e tre le distanze dei misti.
Negli anni successivi la sua carriera entrò in una fase di flessione: ben figura agli europei casalinghi di Budapest (spostati dal 2020 al 2021 per via della pandemia di COVID-19), durante i quali vinse l'oro nei 400 m misti, l'argento nei 200 m farfalla e il bronzo nei 200 m misti (gara, questa, in cui cedette all'israeliana Anastasia Gorbenko lo scettro continentale che manteneva ininterrottamente dal 2010); tornò dalle successive Olimpiadi di Tokyo, tuttavia, senza alcuna medaglia nel carniere, classificandosi quinta nei 400 m misti, settima nei 200 m misti (gare, queste, in cui difendeva gli ori di Rio de Janeiro) e rinunciando ai 200 m farfalla. Non salì sul podio nemmeno ai successivi mondiali del 2022, disputati a Budapest (competizione al termine della quale smentì un suo imminente ritiro), mentre agli europei di Roma dello stesso anno vinse la medaglia di bronzo nella staffetta 4x200 m stile libero.
Nel marzo del 2023 annunciò di essere incinta, non partecipando dunque ai mondiali in programma a Fukuoka.
Dopo non aver gareggiato nel corso dell'intero 2024, il 9 gennaio 2025 annuncia ufficialmente il suo ritiro dalle competizioni.

## Accuse in materia di doping
Nel maggio del 2015 Casey Barrett, commentatore della rivista americana Swimming World Magazine, pubblicò un articolo nel quale mise in dubbio i successi dell'atleta ungherese. In modo particolare furono lanciate accuse al suo fisico, alla sua capacità di recupero dopo le gare e di competere costantemente ad alto livello, ma soprattutto ai suoi risultati. Tali accuse erano basate sulle performance dell'atleta, sui notevoli progressi cronometrici ottenuti nelle diverse specialità e le numerose gare affrontate dall'atleta nel biennio 2013-2015, in seguito ai deludenti risultati delle Olimpiadi di Londra 2012. 
L'atleta rispose a tali accuse nel corso di una conferenza stampa, da lei stessa indetta, nella quale dichiarò:
Anche Tamas Gyarfas, il presidente dell'associazione ungherese del nuoto, difese l'atleta rilasciando un comunicato ufficiale nel quale rispose duramente alle critiche avanzate da Barrett:
As it is well-known for all credible members of the international press, Katinka Hosszu has been obliged to take part in a handful of doping tests (just as all other top athletes), carried out by WADA and local agencies in recent years, both in- and out-of-competition. She has passed them all.
With regards this fact, we cannot understand why such a prestigious media platform finds it necessary to give floor for these humiliating accusations (speculations). This is absolutely not in line with the approach we have experienced in the past from Swimming World which ensured international recognition for your website and magazine.
As the President of the Hungarian Swimming Association, I hereby declare that we would never question any achievement by any great swimmers, let alone from the United States, even if many of them often seem to be superhuman – still, all admired by us, forever.
Tamas Gyarfas
Come è ben noto a tutti i membri attendibili della stampa internazionale, Katinka Hosszu è stata obbligata a sottoporsi ad una serie di controlli antidoping (proprio come tutti gli altri atleti di alto livello) effettuati negli ultimi anni dalla WADA e dalle agenzie locali, durante e al di fuori delle competizioni e come dimostrato li ha superati tutti.
Per quanto riguarda questo fatto, non possiamo capire perché un così prestigioso sito on-line ritenga necessario dare adito a queste accuse umilianti (pure congetture). Questo non è assolutamente in linea con l'approccio dimostrato negli anni passati da Swimming World e che ha garantito al sito e alla rivista il riconoscimento internazionale.
In qualità di Presidente della Associazione ungherese del nuoto, dichiaro con la presente, che non avremmo mai messo in discussione alcun risultato ottenuto da qualsiasi grande nuotatore, per non parlare di uno degli Stati Uniti, anche se molti di loro spesso sembrano essere sovrumani, pur restando tuttora e per sempre ammirati da parte nostra.
Tamas Gyarfas
Presidente della Associazione ungherese del nuoto»
(Dichiarazione della Associazione ungherese del nuoto)

## Primati personali
| Specialità   |  | Tempo VL           | Data       | Evento                  | Luogo                    |  | Tempo VC           | Data       | Evento                        | Luogo                    |
| ------------ |  | ------------------ | ---------- | ----------------------- | ------------------------ |  | ------------------ | ---------- | ----------------------------- | ------------------------ |
| Stile libero |  |                    |            |                         |                          |  |                    |            |                               |                          |
| 50 m sl      |  | 24"89 RN           | 21/04/2014 | Maria Lenk Trophy       | San Paolo, Brasile       |  | 24"43 RN           | 29/12/2014 | 26e Meeting de l'Ocean Indien | La Réunion, Francia      |
| 100 m sl     |  | 53"81 RN           | 07/09/2015 | Coppa del Mondo         | Dubai, Emirati Arabi     |  | 52"37 RN           | 30/12/2014 | Meeting de l'Ocean Indien     | La Réunion, Francia      |
| 200 m sl     |  | 1'55"42 RN         | 06/11/2015 | Coppa del Mondo         | Dubai, Emirati Arabi     |  | 1'51"18 RN         | 07/12/2014 | Campionati del mondo          | Doha, Qatar              |
| 400 m sl     |  | 4'05"51RN          | 08/06/2014 | Mare Nostrum            | Monte Carlo, Monaco      |  | 3'58"84RN          | 06/12/2015 | Campionati europei            | Netanya, Israele         |
| 800 m sl     |  | 8'29"42            | 07/02/2014 | 16 Luxembourg Euro Meet | Lussemburgo, Lussemburgo |  | 8'08"41 RN         | 24/10/2014 | Coppa del Mondo               | Pechino, Cina            |
| 1500 m       |  | 16'31"09           | 14/02/2015 | Golden Tour             | Amiens, Francia          |  |                    |            |                               |                          |
| Dorso        |  |                    |            |                         |                          |  |                    |            |                               |                          |
| 50 m         |  | 27"99 RN           | 06/11/2015 | Coppa del Mondo         | Dubai, Emirati Arabi     |  | 25"96 RN           | 07/12/2014 | Campionati mondiali           | Doha, Qatar              |
| 100 m        |  | 58"45 RN           | 08/08/2016 | Giochi Olimpici         | Rio de Janeiro, Brasile  |  | 55"03 RE, RN, RM   | 03/12/2014 | Campionati mondiali           | Doha, Qatar              |
| 200 m        |  | 2'06"18 RN         | 08/08/2015 | Campionati mondiali     | Kazan', Russia           |  | 1'59"23 RM, RE, RN | 31/08/2014 | Coppa del Mondo               | Doha, Qatar              |
| Rana         |  |                    |            |                         |                          |  |                    |            |                               |                          |
| 50 m         |  | 32"18              | 31/05/2015 | Bergen Swim Festival    | Bergen, Norvegia         |  | 30"66 RN           | 29/12/2014 | 26e Meeting de l'Ocean Indien | La Réunion, Francia      |
| 100 m        |  | 1'09"58            | 22/05/2015 | Golden Tour             | Nancy, Francia           |  | 1'05"60RN          | 30/12/2014 | Meeting de l'Ocean Indien     | La Réunion, Francia      |
| 200 m        |  | 2'29"00            | 31/01/2015 | Golden Tour             | Nizza, Francia           |  | 2'22"43 RN         | 2812/2014  | 26e Meeting de l'Ocean Indien | La Réunion, Francia      |
| Delfino      |  |                    |            |                         |                          |  |                    |            |                               |                          |
| 50 m         |  | 26"62 RN           | 30/01/2015 | 18º Euromeet            | Lussemburgo              |  | 25"64 RN           | 30/12/2014 | Meeting de l'Ocean Indien     | La Réunion, Francia      |
| 100 m        |  | 58"79              | 27/09/2009 | Campionati ungheresi    | Eger, Ungheria           |  | 55"12 RN           | 13/12/2016 | Campionati mondiali           | Windsor, Canada          |
| 200 m        |  | 2'04"27 RN, RE     | 29/09/2009 | Campionati mondiali     | Roma, Italia             |  | 2'01"12 RN         | 03/12/2014 | Campionati mondiali           | Doha, Qatar              |
| Misti        |  |                    |            |                         |                          |  |                    |            |                               |                          |
| 100 m        |  |                    |            |                         |                          |  | 56"67 RN, RE, RM   | 04/12/2015 | Campionati mondiali           | Netanya, Israele         |
| 200 m        |  | 2'06"12 RM, RN     | 3/08/2015  | Campionati mondiali     | Kazan', Russia           |  | 2'01"86 RN, RE, RM | 06/12/2014 | Campionati mondiali           | Doha, Qatar              |
| 400 m        |  | 4'26"36 RN, RE, RM | 6/08/2016  | Giochi Olimpici         | Rio de Janeiro, Brasile  |  | 4'19"46 RN, RE     | 2/12/2015  | Campionati europei            | Netanya, Israele         |
| Staffette    |  |                    |            |                         |                          |  |                    |            |                               |                          |
| 4x50 m sl    |  |                    |            |                         |                          |  | 1'40"09 RN         | 12/12/2013 | Campionati europei            | Herning, Danimarca       |
| 4x50 m mx    |  |                    |            |                         |                          |  | 1'52"34 RN         | 16/11/2013 | Campionati ungheresi          | Szazhalombatta, Ungheria |
| 4x50 sl mx   |  |                    |            |                         |                          |  | 1'35"44 RN         | 03/10/2012 | Coppa del Mondo               | Dubai, Emirati Arabi     |
| 4x50 mx mx   |  |                    |            |                         |                          |  | 1'39"86 RN         | 13/12/2013 | Campionati europei            | Herning, Danimarca       |
| 4x100 m      |  | 3'37"64 RN         | 26/07/2009 | Campionati mondiali     | Roma, Italia             |  |                    |            |                               |                          |
| 4x200 m sl   |  | 7'48"04 RN         | 30/07/2009 | Campionati mondiali     | Roma, Italia             |  | 7'39"21 RN         | 03/12/2014 | Campionati mondiali           | Doha, Qatar              |

## Progressione
| Vasca da 50 metri | Vasca da 50 metri | Vasca da 50 metri | Vasca da 50 metri | Vasca da 50 metri | Vasca da 50 metri | Vasca da 50 metri | Vasca da 50 metri | Vasca da 50 metri |      | Vasca da 25 metri | Vasca da 25 metri | Vasca da 25 metri | Vasca da 25 metri | Vasca da 25 metri | Vasca da 25 metri | Vasca da 25 metri | Vasca da 25 metri | Vasca da 25 metri | Vasca da 25 metri | Vasca da 25 metri | Vasca da 25 metri |
| ----------------- | ----------------- | ----------------- | ----------------- | ----------------- | ----------------- | ----------------- | ----------------- | ----------------- | ---- | ----------------- | ----------------- | ----------------- | ----------------- | ----------------- | ----------------- | ----------------- | ----------------- | ----------------- | ----------------- | ----------------- | ----------------- |
| 200 fa            | 200 do            | 100 do            | 800 sl            | 400 sl            | 200 sl            | 100 sl            | 400 mx            | 200 mx            | Anno | 100 mx            | 200 mx            | 400 mx            | 100 sl            | 200 sl            | 400 sl            | 800 sl            | 100 do            | 200 do            | 200 fa            | Note              |                   |
| -                 | -                 | 1'10"45           | -                 | -                 | -                 | -                 | 5'02"63           | 2'25"06           | 2003 | -                 | -                 | -                 | -                 | -                 | -                 | -                 | -                 | -                 | -                 | [ 59 ]            |                   |
| -                 | -                 | -                 | -                 | -                 | 2'02"30           | -                 | 4'43"62           | -                 | 2004 | -                 | -                 | -                 | -                 | -                 | -                 | -                 | -                 | -                 | -                 | [ 60 ]            |                   |
| -                 | -                 | -                 | 8'43"07           | 4'14"74           | 2'02"30           | -                 | 4'42"73           | 2'18"75           | 2005 | 1'04"82           | 2'14"18           | 4'35"41           | -                 | 2'01"11           | 4'18"68           | 8'46"74           | -                 | 2'16"95           | 2'14"78           | [ 61 ]            |                   |
| 2'16"29           | 2'29"67           | 1'10"04           | 8'59"34           | 4'13"61           | 2'01"58           | -                 | 4'44"06           | 2'15"95           | 2006 | -                 | 2'13"93           | 4'37"06           | 57"91             | -                 | 4'13"68           | 8'38"90           | -                 | -                 | 2'21"10           | [ 62 ]            |                   |
| -                 | 2'22"81           | 1'06"21           | 8'55"75           | 4'13"61           | 2'02"00           | 57"74             | 4'40"40           | 2'14"64           | 2007 | 1'04"88           | 2'12"77           | 4'33"65           | 59"09             | 2'00"94           | 4'11"86           | 9'44"73           | 1'04"78           | 2'28"89           | -                 | [ 63 ]            |                   |
| 2'14"56           | -                 | 1'04"25           | 9'13"47           | 4'15"39           | 2'02"04           | 58'05             | 4'37"43           | 2'13"05           | 2008 | 1'02"10           | 2'09"99           | 4'32"10           | 57"08             | 2'00"36           | 4'19"58           | -                 | 1'03"68           | -                 | -                 | [ 64 ]            |                   |
| 2'04"27 RE        | -                 | 1'04"27           | 8'40"32           | 4'12"13           | 1'59"30           | 56"43             | 4'30"31 RE        | 2'07"46 RE        | 2009 | -                 | -                 | -                 | -                 | -                 | -                 | -                 | -                 | -                 | -                 | [ 65 ]            |                   |
| 2'06"71           | -                 | -                 | -                 | -                 | 2'01"13           | -                 | 4'34"68           | 2'10"09           | 2010 | -                 | -                 | -                 | -                 | -                 | -                 | -                 | -                 | -                 | -                 | [ 66 ]            |                   |
| 2'10"06           | -                 | -                 | -                 | -                 | 2'00"94           | -                 | 4'42"93           | 2'11"24           | 2011 | -                 | 2'06"88           | -                 | -                 | 1'57"44           | -                 | -                 | -                 | -                 | 2'04"56           | [ 67 ]            |                   |
| 2'07"03           | -                 | -                 | -                 | -                 | 1'58"94           | 55"58             | 4'32"83           | 2'10"68           | 2012 | -                 | 2'07"64           | 4'24"37           | -                 | -                 | -                 | -                 | -                 | -                 | -                 | [ 68 ]            |                   |
| 2'05"59           | 2'08"93           | 59"40             | 8'37"77           | 4'07"34           | 1'56"73           | 54"60             | 4'30"41           | 2'07"92           | 2013 | 58"49             | 2'04"72           | 4'23"91           | 53"60             | 1'53"57           | 4'02"15           | 8'21"49           | 58"39             | 2'06"26           | 2'02"20           | [ 69 ]            |                   |
| 2'07"28           | 2'10"12           | 59"63             | 8'29"42           | 4'05"51           | 1'56"30           | 54"45             | 4'31"03           | 2'08"11           | 2014 | 57"45 RM          | 2'03"20 RM        | 4'20"85 RM        | 54"38             | 1'52"32           | 4'01"46           | 8'18"71           | 57"04             | 2'03"04           | 2'02"21           | [ 70 ]            |                   |
| 2'08"00           | 2'06"18           | 58"78             | 8'33"12           | 4'05"75           | 1'55"42           | 53"82             | 4'31"07           | 2'06"12 RM        | 2015 | 56"70 RM          | 2'01"86 RM        | 4'20"83 RM        | 52"37             | 1'51"18           | 4'00"33           | 8'08"41           | 55"03 RM          | 1'59"23 RM        | 2'01"12           | [ 71 ]            |                   |
|                   |                   | 58"45             |                   |                   |                   |                   | 4'26"36 RM        |                   | 2016 | 56"67RM           | 2'02"53           | 4'19"46 RM        |                   |                   | 3'58"84           |                   | 55"42             | 1'59"84           |                   |                   |                   |

* I tempi ottenuti in vasca corta si riferiscono al periodo settembre (circa) - agosto (circa), quindi i risultati ottenuti tra settembre e dicembre di un anno solare vanno conteggiati con quelli dell'inizio dell'anno successivo. Ad esempio, i tempi ottenuti da settembre 2014 fino a dicembre 2014 fanno parte dell'anno 2015.

## Progressione record del mondo
| Specialità | Vasca | Tempo   | Fase di gara | Data              | Evento                             | Luogo                      | Note   |
| ---------- | ----- | ------- | ------------ | ----------------- | ---------------------------------- | -------------------------- | ------ |
| 100 m mx   | corta | 57"73   | Batteria     | 8 agosto 2013     | Coppa del Mondo                    | Eindhoven, Paesi Bassi     | [ 72 ] |
| 100 m mx   | corta | 57"50   | Finale       | 8 agosto 2013     | Coppa del Mondo                    | Eindhoven, Paesi Bassi     | [ 73 ] |
| 100 m mx   | corta | 57"45   | Batteria     | 11 agosto 2013    | Coppa del Mondo                    | Berlino, Germania          | [ 74 ] |
| 100 m mx   | corta | 57"25   | Batteria     | 28 agosto 2014    | Coppa del Mondo                    | Doha, Qatar                | [ 75 ] |
| 100 m mx   | corta | 56"86   | Batteria     | 1º settembre 2014 | Coppa del Mondo                    | Dubai, Emirati Arabi Uniti | [ 76 ] |
| 100 m mx   | corta | 56"70   | Finale       | 5 dicembre 2014   | Campionati mondiali in vasca corta | Doha, Qatar                | [ 77 ] |
| 100 m mx   | corta | 56"67   | Finale       | 4 dicembre 2015   | Campionati europei in vasca corta  | Netanya, Israele           |        |
|            |       |         |              |                   |                                    |                            |        |
| 200 m mx   | corta | 2'04"39 | Batteria     | 7 agosto 2013     | Coppa del Mondo                    | Eindhoven, Paesi Bassi     | [ 78 ] |
| 200 m mx   | corta | 2'03"20 | Finale       | 7 agosto 2013     | Coppa del Mondo                    | Eindhoven, Paesi Bassi     | [ 79 ] |
| 200 m mx   | corta | 2'02"61 | Finale       | 27 agosto 2014    | Coppa del Mondo                    | Doha, Qatar                | [ 80 ] |
| 200 m mx   | corta | 2'02"13 | Finale       | 31 agosto 2014    | Coppa del Mondo                    | Dubai, Emirati Arabi Uniti | [ 81 ] |
| 200 m mx   | corta | 2'01"86 | Finale       | 6 dicembre 2014   | Campionati mondiali in vasca corta | Doha, Qatar                | [ 82 ] |
|            |       |         |              |                   |                                    |                            |        |
| 200 m mx   | lunga | 2'06"12 | Finale       | 3 agosto 2015     | Campionati mondiali                | Kazan', Russia             | [ 83 ] |
|            |       |         |              |                   |                                    |                            |        |
| 400 m mx   | corta | 4'20"85 | Finale       | 11 agosto 2013    | Coppa del Mondo                    | Berlino, Germania          | [ 84 ] |
| 400 m mx   | corta | 4'20"83 | Finale       | 28 agosto 2014    | Coppa del Mondo                    | Doha, Qatar                | [ 85 ] |
| 400 m mx   | corta | 4'19"46 | Finale       | 2 dicembre 2015   | Campionati europei                 | Netanya, Israele           | [ 86 ] |
|            |       |         |              |                   |                                    |                            |        |
| 400 m mx   | lunga | 4'26"36 | Finale       | 6 agosto 2016     | Giochi Olimpici                    | Rio de Janeiro, Brasile    |        |

## Palmarès
- Olimpiadi

Rio de Janeiro 2016: oro nei 100m dorso, nei 200m misti e nei 400m misti e argento nei 200m dorso.
- Mondiali

Roma 2009: oro nei 400m misti, bronzo nei 200m farfalla e nei 200m misti.
Barcellona 2013: oro nei 200m misti e nei 400m misti e bronzo nei 200m farfalla.
Kazan' 2015: oro nei 200m misti e nei 400m misti e bronzo nei 200m dorso.
Budapest 2017: oro nei 200m misti e nei 400m misti, argento nei 200m dorso e bronzo nei 200m farfalla.
Gwangju 2019: oro nei 200m misti e nei 400m misti.
- Mondiali in vasca corta

Istanbul 2012: oro nei 200m farfalla e nei 100m misti, argento nei 200m sl e nei 200m misti e bronzo nei 400m misti.
Doha 2014: oro nei 100m dorso, nei 200m dorso, nei 100m misti e nei 200m misti, argento nei 200m farfalla, nei 400m misti e nei 200m sl e bronzo nei 50m dorso.
Windsor 2016: oro nei 100m misti, nei 200m misti, nei 400m misti, nei 100m farfalla, nei 200m farfalla, nei 100m dorso e nei 200m dorso e argento nei 200m sl e nei 50m dorso.
Hangzhou 2018: oro nei 200m farfalla, nei 100m misti, nei 200m misti e nei 400m misti e argento nei 100m dorso.
- Europei

Eindhoven 2008: argento nei 400m misti.
Budapest 2010: oro nei 200m misti, nei 200m farfalla e nella 4x200m sl e argento nei 400m misti.
Debrecen 2012: oro nei 200m farfalla, nei 200m misti e nei 400m misti e argento nella 4x200m sl.
Berlino 2014: oro nei 100m dorso, nei 200m misti e nei 400m misti, argento nei 200m sl e bronzo nella 4x200m sl e nei 200m farfalla.
Londra 2016: oro nei 200m dorso, nei 200m misti, nei 400m misti, nella 4x200m sl e argento nei 100m dorso.
Glasgow 2018: oro nei 200m misti.
Budapest 2020: oro nei 400m misti, argento nei 200m farfalla e bronzo nei 200m misti.
Roma 2022: bronzo nella 4x200m sl.
- Europei in vasca corta

Vienna 2004: bronzo nei 400m misti.
Chartres 2012: oro nei 200m farfalla, nei 100m misti e nei 200m misti e argento nei 400m misti.
Herning 2013: oro nei 200m misti, argento nei 100m misti e nei 400m misti e bronzo nei 200m dorso.
Netanya 2015: oro nei 50m dorso, nei 100m dorso, nei 200m dorso, nei 100m misti, nei 200m misti e nei 400m misti e argento nei 400m sl.
Copenaghen 2017: oro nei 50m dorso, nei 100m dorso, nei 200m dorso, nei 100m misti, nei 200m misti e nei 400m misti.
Glasgow 2019: oro nei 200m farfalla, nei 100m misti, nei 200m misti e nei 400m misti.
- Europei giovanili

Budapest 2005: oro nei 200m sl e nei 400m misti, argento nei 400m sl, nella 4x200m sl e nella 4x100m sl e bronzo negli 800m sl.
- Vincitrice della Coppa del Mondo nel 2012, nel 2013, nel 2014, nel 2015 e nel 2016

## Risultati in Coppa del Mondo
|                  | Coppa del Mondo edizione 2012 (8 Tappe) | Coppa del Mondo edizione 2012 (8 Tappe) | Coppa del Mondo edizione 2012 (8 Tappe) | Coppa del Mondo edizione 2012 (8 Tappe) | Coppa del Mondo edizione 2012 (8 Tappe) | Coppa del Mondo edizione 2012 (8 Tappe) | Coppa del Mondo edizione 2012 (8 Tappe) | Coppa del Mondo edizione 2012 (8 Tappe) |      | Coppa del Mondo edizione 2013 (8 Tappe) | Coppa del Mondo edizione 2013 (8 Tappe) | Coppa del Mondo edizione 2013 (8 Tappe) | Coppa del Mondo edizione 2013 (8 Tappe) | Coppa del Mondo edizione 2013 (8 Tappe) | Coppa del Mondo edizione 2013 (8 Tappe) | Coppa del Mondo edizione 2013 (8 Tappe) | Coppa del Mondo edizione 2013 (8 Tappe) |      | Coppa del Mondo edizione 2014 (7 Tappe) | Coppa del Mondo edizione 2014 (7 Tappe) | Coppa del Mondo edizione 2014 (7 Tappe) | Coppa del Mondo edizione 2014 (7 Tappe) | Coppa del Mondo edizione 2014 (7 Tappe) | Coppa del Mondo edizione 2014 (7 Tappe) | Coppa del Mondo edizione 2014 (7 Tappe) | Coppa del Mondo edizione 2014 (7 Tappe) |
|                  | Emirati Arabi Uniti (bandiera)          | Qatar (bandiera)                        | Svezia (bandiera)                       | Russia (bandiera)                       | Germania (bandiera)                     | Cina (bandiera)                         | Giappone (bandiera)                     | Singapore (bandiera)                    | Tot. | Paesi Bassi (bandiera)                  | Germania (bandiera)                     | Russia (bandiera)                       | Emirati Arabi Uniti (bandiera)          | Qatar (bandiera)                        | Singapore (bandiera)                    | Giappone (bandiera)                     | Cina (bandiera)                         | Tot. | Qatar (bandiera)                        | Emirati Arabi Uniti (bandiera)          | Hong Kong (bandiera)                    | Russia (bandiera)                       | Cina (bandiera)                         | Giappone (bandiera)                     | Singapore (bandiera)                    | Tot.                                    |
| Punti            | 25                                      | 20                                      | 25                                      | 25                                      | 10                                      | 16                                      | 25                                      | 40                                      | 186  | 161                                     | 121                                     | 102                                     | 90                                      | 105                                     | 104                                     | 75                                      | 63                                      | 840  | 189                                     | 166                                     | 162                                     | 126                                     | 114                                     | 132                                     | 105                                     | 994                                     |
|                  |                                         |                                         |                                         |                                         |                                         |                                         |                                         |                                         |      |                                         |                                         |                                         |                                         |                                         |                                         |                                         |                                         |      |                                         |                                         |                                         |                                         |                                         |                                         |                                         |                                         |
| Finali Disputate | 8                                       | 8                                       | 8                                       | 8                                       | 8                                       | 8                                       | 8                                       | 8                                       | 64   | 6                                       | 6                                       | 10                                      | 12                                      | 12                                      | 11                                      | 10                                      | 10                                      | 87   | 11                                      | 9                                       | 12                                      | 11                                      | 13                                      | 13                                      | 13                                      | 82                                      |
|                  |                                         |                                         |                                         |                                         |                                         |                                         |                                         |                                         |      |                                         |                                         |                                         |                                         |                                         |                                         |                                         |                                         |      |                                         |                                         |                                         |                                         |                                         |                                         |                                         |                                         |
| Medaglie         | 7                                       | 7                                       | 6                                       | 5                                       | 2                                       | 3                                       | 5                                       | 4                                       | 39   | 4                                       | 4                                       | 3                                       | 4                                       | 5                                       | 5                                       | 5                                       | 2                                       | 32   | 7                                       | 8                                       | 10                                      | 7                                       | 7                                       | 7                                       | 5                                       | 51                                      |
| Medaglie         | -                                       | -                                       | 2                                       | -                                       | 2                                       | 1                                       | 1                                       | 1                                       | 8    | 1                                       | 1                                       | 4                                       | 2                                       | 1                                       | 2                                       | -                                       | 1                                       | 12   | 1                                       | -                                       | 2                                       | -                                       | -                                       | 2                                       | 3                                       | 8                                       |
| Medaglie         | 1                                       | 1                                       | -                                       | 1                                       | -                                       | 1                                       | -                                       | 2                                       | 6    | -                                       | -                                       | 3                                       | 2                                       | 2                                       | -                                       | -                                       | 4                                       | 11   | 2                                       | 1                                       | -                                       | 3                                       | 1                                       | 1                                       | 1                                       | 9                                       |
| Medaglie         | 8                                       | 8                                       | 8                                       | 6                                       | 4                                       | 5                                       | 7                                       | 7                                       | 53   | 5                                       | 5                                       | 10                                      | 8                                       | 8                                       | 7                                       | 5                                       | 7                                       | 55   | 10                                      | 9                                       | 12                                      | 10                                      | 8                                       | 10                                      | 9                                       | 68                                      |
|                  |                                         |                                         |                                         |                                         |                                         |                                         |                                         |                                         |      |                                         |                                         |                                         |                                         |                                         |                                         |                                         |                                         |      |                                         |                                         |                                         |                                         |                                         |                                         |                                         |                                         |
| WR battuti       | -                                       | -                                       | -                                       | -                                       | -                                       | -                                       | -                                       | -                                       | 0    | 4                                       | 2                                       | -                                       | -                                       | -                                       | -                                       | -                                       | -                                       | 6    | 3                                       | 2                                       | -                                       | -                                       | -                                       | -                                       | -                                       | 5                                       |
|                  |                                         |                                         |                                         |                                         |                                         |                                         |                                         |                                         |      |                                         |                                         |                                         |                                         |                                         |                                         |                                         |                                         |      |                                         |                                         |                                         |                                         |                                         |                                         |                                         |                                         |
| Km nuotati       | 3.6                                     | 2.8                                     | 3.8                                     | 3.8                                     | 3.8                                     | 3.8                                     | 3.8                                     | 3.8                                     | 29.2 | 2.2                                     | 2.2                                     | 3.7                                     | 4.0                                     | 4.0                                     | 3.2                                     | 2.8                                     | 2.8                                     | 24.9 | 3.4                                     | 2.6                                     | 4.5                                     | 3.5                                     | 4.5                                     | 4.5                                     | 4.6                                     | 27.6                                    |

- Per il calcolo del punteggio finale devono sommarsi i singoli punti attribuiti all'atleta per la miglior performance, per la medaglia conquistata e per l'eventuali record del mondo stabiliti.

EDIZIONE 2012:

- Un sistema di punteggio assegna ad ogni atleta dei punti per delineare una "classifica di tappa", in base alla prestazione (se iscritto ad un solo evento) o alla miglior prestazione ottenuta (se iscritto a più eventi nella stessa tappa di Coppa del Mondo). Per i primi cinque classificati sono assegnati i seguenti premi: 1º = 25 punti, 2º = 20 punti, 3º = 16 punti, 4º = 13 punti e 5º = 10 punti.

- Nuovo record del mondo = 20 punti (10 punti se viene solo eguagliato)

- Nell'ultima tappa del circuito i punti ottenuti in classifica vengono raddoppiati

EDIZIONE 2013 e 2014:

- Tre migliori performance: 1º = 24 punti, 2º = 18 punti, 3º = 12 punti

- Medaglie individuali: Oro = 12 punti, Argento = 9 punti, Bronzo = 6 punti

- Nuovo record del mondo = 20 punti (10 punti se viene solo eguagliato)

### Confronto delle prestazioni in Coppa del Mondo
| Specialità   |  | Ed. Coppa del Mondo 2012 | Ed.Coppa del Mondo 2013 | Ed. Coppa del Mondo 2014 | Note                            |
| ------------ |  | ------------------------ | ----------------------- | ------------------------ | ------------------------------- |
| Stile libero |  |                          |                         |                          |                                 |
| 50 m sl      |  |                          |                         | 24"56                    | [ 93 ]                          |
| 100 m sl     |  |                          |                         | 53"05                    | [ 94 ]                          |
| 200 m sl     |  | 1'53"57                  | 1'52"32                 | 1'51"41 WC               | [ 95 ] [ 96 ] [ 97 ]            |
| 400 m sl     |  | 4'03"83                  | 4'01"71                 | 4'00"45                  | [ 98 ] [ 99 ] [ 100 ]           |
| 800 m sl     |  | 8'21"49                  | 8'18"71                 | 8'08"41                  | [ 101 ] [ 102 ] [ 103 ]         |
| Dorso        |  |                          |                         |                          |                                 |
| 50 m         |  |                          | 27"11                   | 26"10                    | [ 104 ] [ 105 ] [ 106 ]         |
| 100 m        |  |                          | 57"04                   | 55"34 RE                 | [ 107 ] [ 108 ]                 |
| 200 m        |  | 2'07"29                  | 2'03"04                 | 2'00"85                  | [ 109 ] [ 110 ] [ 111 ] [ 112 ] |
| Rana         |  |                          |                         |                          |                                 |
| 50 m         |  |                          | 31"12                   |                          | [ 113 ]                         |
| 100 m        |  |                          |                         |                          |                                 |
| 200 m        |  |                          |                         |                          |                                 |
| Delfino      |  |                          |                         |                          |                                 |
| 50 m         |  |                          | 26"28                   | 25"92                    | [ 114 ] [ 115 ]                 |
| 100 m        |  |                          | 56"24                   | 56"63                    | [ 116 ] [ 117 ]                 |
| 200 m        |  | 2'05"77                  | 2'03"67                 | 2'02"99                  | [ 118 ] [ 119 ] [ 120 ]         |
| Misti        |  |                          |                         |                          |                                 |
| 100 m        |  | 59"69                    | 57"45 RM                | 56"86 RM                 | [ 121 ] [ 122 ] [ 123 ]         |
| 200 m        |  | 2'07"51                  | 2'03"20 RM              | 2'02"13 RM               | [ 124 ] [ 125 ] [ 126 ]         |
| 400 m        |  | 4'27"96                  | 4'20"85 RM              | 4'20"83 RM               | [ 127 ] [ 128 ] [ 129 ]         |

### Montepremi raggiunto
|                               | Coppa del Mondo edizione 2012 (8 Tappe) | Coppa del Mondo edizione 2013 (8 Tappe) | Coppa del Mondo edizione 2014 (7 Tappe) | Coppa del Mondo edizione 2015 (8 Tappe) |
| ----------------------------- | --------------------------------------- | --------------------------------------- | --------------------------------------- | --------------------------------------- |
| Medaglie                      |                                         |                                         |                                         |                                         |
| Gold medal world centered-2   | 58500 $                                 | 47250 $                                 | 76500 $                                 | 45000 $                                 |
| Silver medal world centered-2 | 8000 $                                  | 12000 $                                 | 8000 $                                  | 19000 $                                 |
| Bronze medal world centered-2 | 3000 $                                  | 5500 $                                  | 4500 $                                  | 4500 $                                  |
|                               |                                         |                                         |                                         |                                         |
| Bonus Tappa                   |                                         |                                         |                                         |                                         |
| Cluster 1                     |                                         | 40000 $                                 | 50000 $                                 | 50000 $                                 |
| Cluster 2                     |                                         | 50000 $                                 | 50000 $                                 | 50000 $                                 |
| Cluster 3                     |                                         | 50000 $                                 | 50000 $                                 | 50000 $                                 |
|                               |                                         |                                         |                                         |                                         |
| Bonus WR                      |                                         | 60000 $                                 | 50000 $                                 |                                         |
|                               |                                         |                                         |                                         |                                         |
| Premio Finale                 | 100000 $                                | 100000 $                                | 100000 $                                | 100000 $                                |
|                               |                                         |                                         |                                         |                                         |
| Totale                        | 169500 $                                | 364750 $                                | 389000 $                                | 318500 $                                |

- Regolamento FINA:[133]

La Federazione Internazionale di Nuoto prevede un montepremi totale che viene assegnato agli atleti in caso di: piazzamento sul podio nelle singole gare, qualora venga stabilito un nuovo record del mondo in gara individuale, e dal 2013 anche al miglior atleta di ogni "parziale" della manifestazione (cluster). Infine, è previsto un premio finale al vincitore maschile e femminile della Coppa del Mondo. I premi sono così ripartiti:

- Podio: 1º posto: 1500 $, 2º posto: 1000 $, 3º posto: 500 $ (Premio che viene diviso tra gli atleti in caso di parità)

- Vincitore manifestazione: 100000 $

- Record del Mondo: 10000 $

- Cluster: Anno 2013 - 2015
- Cluster 1 Europa (Eindhoven + Berlino) = 40000 $ / Doha + Dubai = 50000 $
- Cluster 2 Medio Oriente (Mosca + Dubai + Doha) = 50000 $ / Hong Kong + Mosca = 50000 $
- Cluster 3 Asia (Singapore + Tokyo + Pechino) = 50000 $ / Singapore + Tokyo + Pechino = 50000 $

## International Swimming League
| Stagione 2019 | Stagione 2020 | Stagione 2021 |
| ------------- | ------------- | ------------- |
| Iron          | Iron          | Iron          |

## Riconoscimenti
- Sportiva ungherese dell'anno: 2009, 2013, 2014, 2015, 2016, 2017, 2019[134]
- LEN Award: 2013, 2014, 2015, 2016[135][136]
- Atleta dell'anno FINA: 2014, 2015, 2016, 2018[33][34][137]
- European Swimmer of the Year: 2013, 2014, 2016, 2019

## Libri
- Katinka Hosszú, A magyar Iron Lady, Toos Sports Agency, 2014, ISBN 978-963-12-0520-6.